# Hans-Peter Oberhuber
Hans-Peter Oberhuber (* 29. Dezember 1962 in Traunstein) ist ein ehemaliger deutscher Eisschnellläufer.

## Werdegang
Oberhuber, der für den DEC Inzell startete, wurde im Jahr 1982 deutscher Juniorenmeister im Kleinen Vierkampf und im Jahr 1988 deutscher Meister im Sprint-Mehrkampf. Zudem kam er bei deutschen Meisterschaften jeweils zweimal auf den zweiten Platz und dritten Platz. International startete er erstmals in der Saison 1977/78 und lief dabei bei den Juniorenweltmeisterschaften 1981 in Elverum auf den 20. Platz im Kleinen Vierkampf. In der Saison 1983/84 belegte er beim Wettbewerb "Goldener Schlittschuh" in Inzell den dritten Platz im Sprint-Mehrkampf und bei den Olympischen Winterspielen 1984 in Sarajevo den 23. Platz über 1000 m sowie den 19. Rang über 500 m. In der Saison 1985/86 nahm er in Trondheim erstmals am Eisschnelllauf-Weltcup teil, wobei er über 500 m die Plätze 19 und neun sowie über 1000 m die Plätze 18 und 16 errang. Zudem kam er bei der Sprintweltmeisterschaft 1986 in Karuizawa auf den 29. Platz und im folgenden Jahr bei der Sprintweltmeisterschaft in Québec auf den 24. Rang. Zu Beginn der Saison 1987/88 erreichte er in Heerenveen mit dem sechsten Platz über 500 m seine beste Platzierung im Weltcup. Im weiteren Saisonverlauf nahm er in Inzell letztmals am Weltcup teil und wurde abschließend mit vier Top-Zehn-Platzierungen Zehnter im Weltcup über 500 m. Zudem belegte er bei der Sprintweltmeisterschaft 1988 in West Allis den 23. Platz im Sprint-Mehrkampf und beim Saisonhöhepunkt, den Olympischen Winterspielen 1988 in Calgary, den 32. Platz über 1000 m sowie den 20. Rang über 500 m. Nach seiner Sportlerkarriere wurde er Ingenieur an der Technischen Universität München in der Fachrichtung Architektur und betrieb von 1992 bis 1996 sein eigenes Architekturbüro.

## Erfolge

### Olympische Spiele
- 1984 Sarajevo: 19. Platz 500 m, 23. Platz 1000 m
- 1988 Calgary: 20. Platz 500 m, 32. Platz 1000 m

### Sprint-Weltmeisterschaften
- 1986 Karuizawa: 29. Platz Sprint-Mehrkampf
- 1987 Québec: 24. Platz Sprint-Mehrkampf
- 1988 West Allis: 23. Platz Sprint-Mehrkampf

## Persönliche Bestleistungen
| Disziplin | Zeit        | Datum             | Ort     |
| --------- | ----------- | ----------------- | ------- |
| 500 m     | 37,73 s     | 13. Februar 1988  | Calgary |
| 1000 m    | 1:16,38 min | 6. Dezember 1987  | Calgary |
| 1500 m    | 2:00,93 min | 17. Dezember 1983 | Inzell  |
| 3000 m    | 4:29,60 min | 10. November 1984 | Inzell  |
| 5000 m    | 7:52,52 min | 12. Januar 1980   | Inzell  |